# Airbus A330

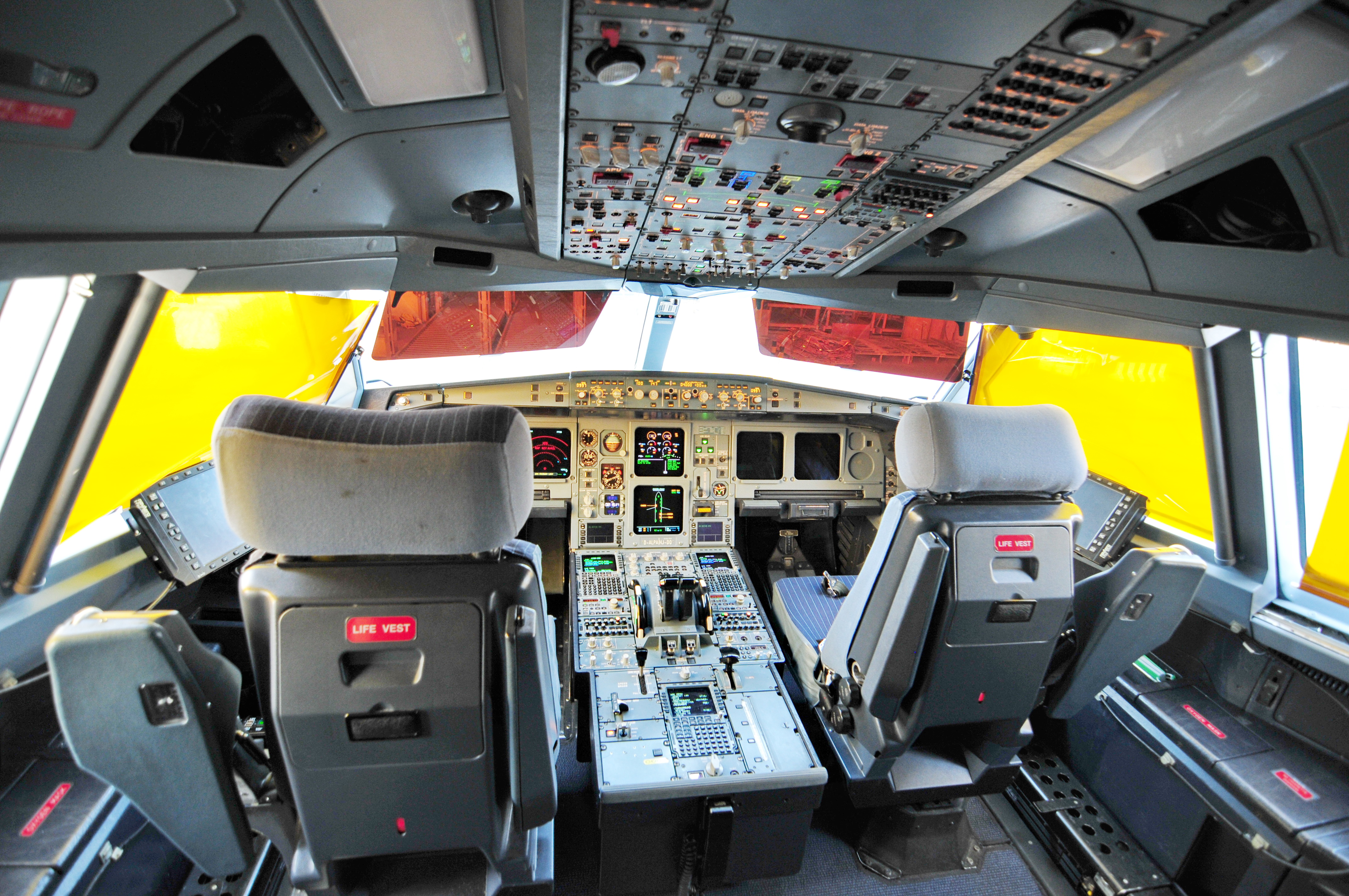
Airbus A330-200 (Air Berlin)

Az Airbus A330 az európai Airbus repülőgépgyár szélestörzsű, nagy kapacitású, közepes- és hosszútávú utakra tervezett utasszállító repülőgépe. Az A300-as, az Airbus 1970-es évekbeli első repülőgépének egyik származéka: 1987-ben a kéthajtóműves A330-ast a négyhajtóműves A340-essel egyidőben kezdték tervezni és egyszerre kapták meg a légitársaságoktól az első megrendeléseket is. Az első változat, az A330–300-as 1992. novemberben szállt fel először és az Air Internél állt menetrend szerinti forgalomba 1997 januárban. A valamivel rövidebb A330–200-as ezt 1998. áprilisban a Canada 3000-nél követte.
Az A330-as sárkányszerkezete az első A340-es változatokkal azonos, viszont három főfutómű helyett kettővel rendelkezik, tömege kisebb és hosszúsága eltérő. Mindkét típusnak fly-by-wire repülésvezérlő rendszere és a pilótafülkében hasonló képernyőkkel helyettesített műszerei vannak a gépek közötti hasonlóság növelése érdekében. Az A330–300-as 277 utast képes szállítani 11 750 kilométeres távolságra, míg az A330–200-as 247 utast 13 450 kilométerre. További változatai az A330–200F teherszállító, az A330 MRTT katonai utántöltő és az ACJ330 business jet. Az Airbus 2014-ben jelentette be a modernizált A330neo (az angol new engine option, azaz új hajtómű opció szavakból) típust két alváltozatban (A330–800 és –900), amely 2018. decemberben a TAP Portugalnál állt forgalomba. A régebbi A330-asok az A330neo bevezetése óta az A330ceo (current engine option, vagyis jelenlegi hajtómű opció) nevet viselik.
A típus legnagyobb üzemeltetője jelenleg az amerikai Delta Air Lines 62 géppel. 2023. márciussal az A330-asra 1774 megrendelés érkezett, ebből 1565-öt szállítottak le és 1456 állt szolgálatban 142 üzemeltetőnél. Az A330-as így a harmadik leggyakoribb szélestörzsű utasszállító repülőgép a Boeing 777-es és a Boeing 747-es után. Vetélytársai a Boeing 767-es, a 777-es kisebb verziói és a 787-es. Hasonló még az Airbus A350 XWB, amely a nagyhajtóműves A340-es utóda.

## Fejlesztése
A fejlesztés fő motivációja a légitársaságok azon igénye volt, hogy gazdaságossági okból bizonyos hosszú útvonalakra az addig használt három- és négyhajtóműves gépek helyett azoknál nem sokkal kisebb, de csak kéthajtóműves gépet szerettek volna használni. Óceánrepüléshez ugyanis kéthajtóműves gépek nem léteztek. Csak az 1980-as évekre sikerült olyan hajtóműveket kifejleszteni, melyek megbízhatósága megfelelt a transzkontinentális útvonalak repülésbiztonsági előírásainak.
Az A330 típuscsalád fejlesztése 1987-ben kezdődött el az A340 típussal közösen. A fejlesztések alapját az Airbus A300 képezte, ennek törzsét módosították az új típusokhoz. A cél egy nagy hatótávolságú, óceánrepülésre is alkalmas kéthajtóműves gép kifejlesztése volt. Elsődleges szempont volt, hogy a repülőgép teljesíteni tudja az ETOPS (Extended-range Twin-engine Operational Performance Standards) engedélyhez szükséges követelményeket. Közvetlen versenytársa a Boeing 777. A légitársaságok leginkább a régi McDonnell Douglas DC–10 repülőgépeket váltották fel vele. Az A330-as a DC–10-hez képest 38%-kal kevesebb üzemanyagot igényel ugyanazon az útvonalon.
Az A330 első repülését 1992. november 2-án hajtotta végre. A szükséges engedélyek megszerzése után végül 1994 januárjában állt szolgálatba. Első üzemeltetője az Air Inter légitársaság volt. Az A330/A340 repülőgépeket a sok egyezőség miatt ugyanazon a gyártósoron, a franciaországi Toulouse-ban szerelik össze.

## Jellemzői
Alaptulajdonságai: törzshöz közel álló, méretéhez képest halk hajtóművek, viszonyítottan alacsony futóművek, az 1., a 2. és a 3. osztály egymástól erősen elhatárolódik (rendelés és ülés-nézet szerint), felül- és alulnézetből nagy hasonlóság a Boeing 777-tel, oldalnézetből látszik, hogy valamivel "tompább" az orra a 777-nél. Szárnyai hátrafelé nyilazottak és enyhe V-állással rendelkeznek.

## Típusváltozatok
Az Airbus A330-nak két fő változata van, az A330–300 és az A330–200. Az A330–300 fejlesztése 1987-ben kezdődött és 1993-ban állt szolgálatba. Az A330–200 későbbi konstrukció, rövidebb törzzsel, viszont azonos maximális felszállótömeggel nagyobb hatótávval rendelkezik. 1995-ben kezdték meg a fejlesztést, és végül 1998-ban lépett szolgálatba. Ez utóbbi típusnak van utas-, teherszállító és légi utántöltő változata.

### A330–200

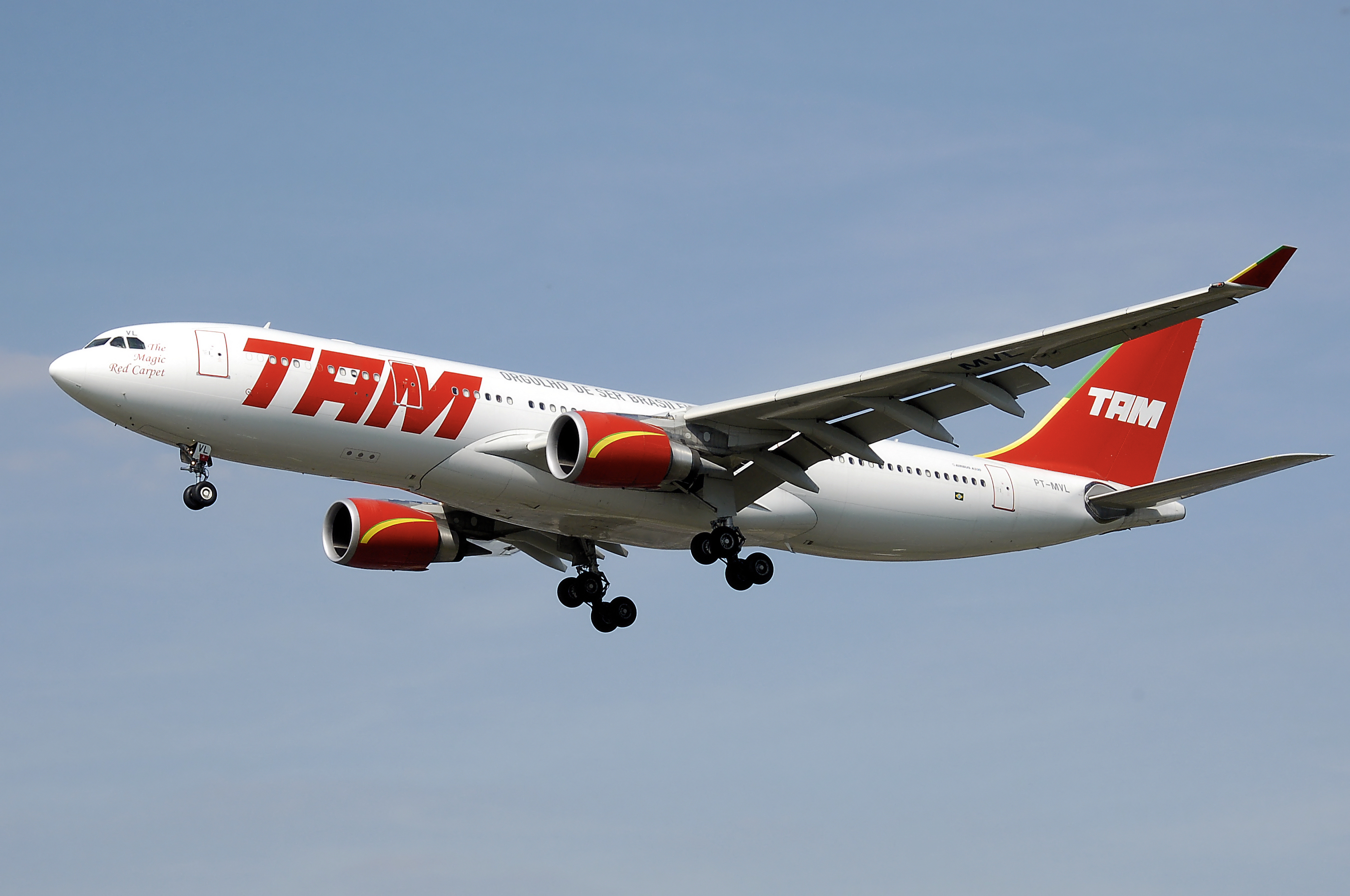
TAM Linhas Aéreas A330–200

Ennek az alváltozatnak a kifejlesztését az A340–200 gyenge eladási eredményei motiválták (összesen 28 db). A törzse az A340–200-tól, szárnyai és hajtóművei az A330–300-tól származnak. Függőleges vezérsíkja magasabb, mint az A330–300-é. Legnagyobb felszálló tömege 233 tonna lehet, hatótávolsága 12 500 km. Erőforrása két Pratt & Whitney PW4000 vagy Rolls-Royce Trent 700 hajtómű lehet. Első példányait 1998 áprilisában szállították le. Egyedi kialakítással is rendelhető, melyet az Airbus vállalat külön erre szakosodott részlege épít meg.
Az Airbus eredetileg a Boeing 767–300ER vetélytársának szánta, később a Boeing 787–8 lesz a fő ellenfele a piacon.

### A330–200HGW
Ezt a változatot az Airbus 2008. szeptember 9-én jelentette be. Megnövelt, 238 tonnás felszálló tömeggel rendelkezik, hatótávolsága 12 670 km lehet. A cél az A330–200 versenyképességének a növelése volt a Boeing 787–8-cal szemben.

### A330–200F
A csökkenő A300–600F és A310F eladások indokolttá tették új teherszállító kifejlesztését az A330–200 bázisán. Az első tervek még 2000-ben megszülettek, majd 2006-ban újra előkerültek. A jóváhagyást 2007-ben kapta meg. Az első felszállás tervezett időpontja 2009 vége, míg az első gép átadása 2010 tavaszára volt várható. 2009. januári adat szerint összesen 65 darabot rendeltek belőle.
Az A330–200F közepes méretű, hosszú törzsű teherszállító repülőgép. Maximálisan 64 tonna rakományt szállíthat 7400 km-re. Sokoldalú rakodórendszert kapott, képes kezelni raklapokat és konténereket is sokféle elhelyezési variációban. Az alaptípushoz képest eltérő súlyeloszlás miatt módosított orrfutóművet alkalmaztak rajta. Erőforrása két Pratt & Whitney PW4000 vagy Rolls-Royce Trent 700 hajtómű lehet.
Vetélytársai: Boeing 767–300F, Boeing 747–400F, McDonnell Douglas DC–10F, McDonnell Douglas MD–11F, Boeing 777F és Lockheed L–1011 TriStar.

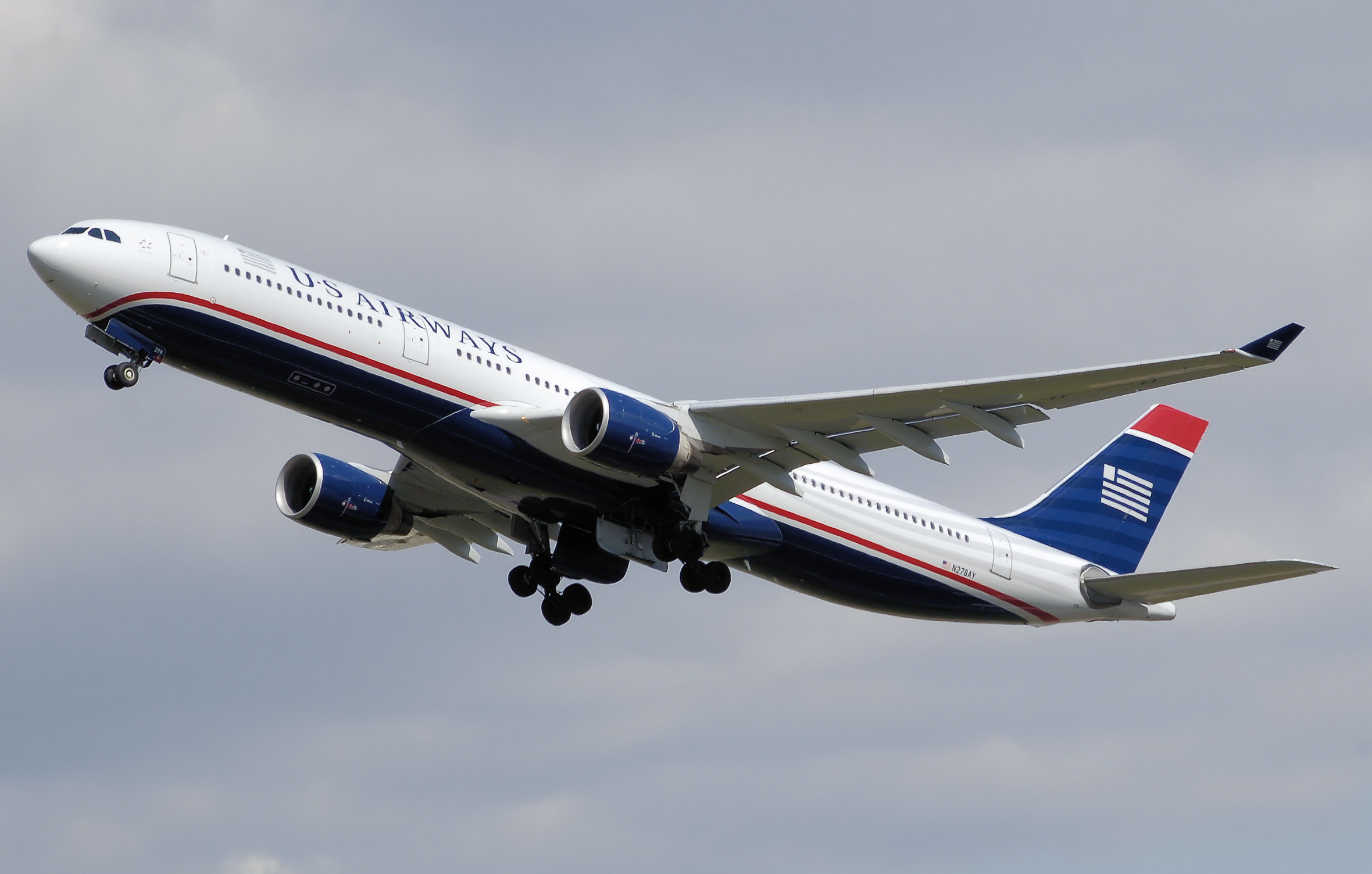
Egy US Airways A330–300 felszállás közben

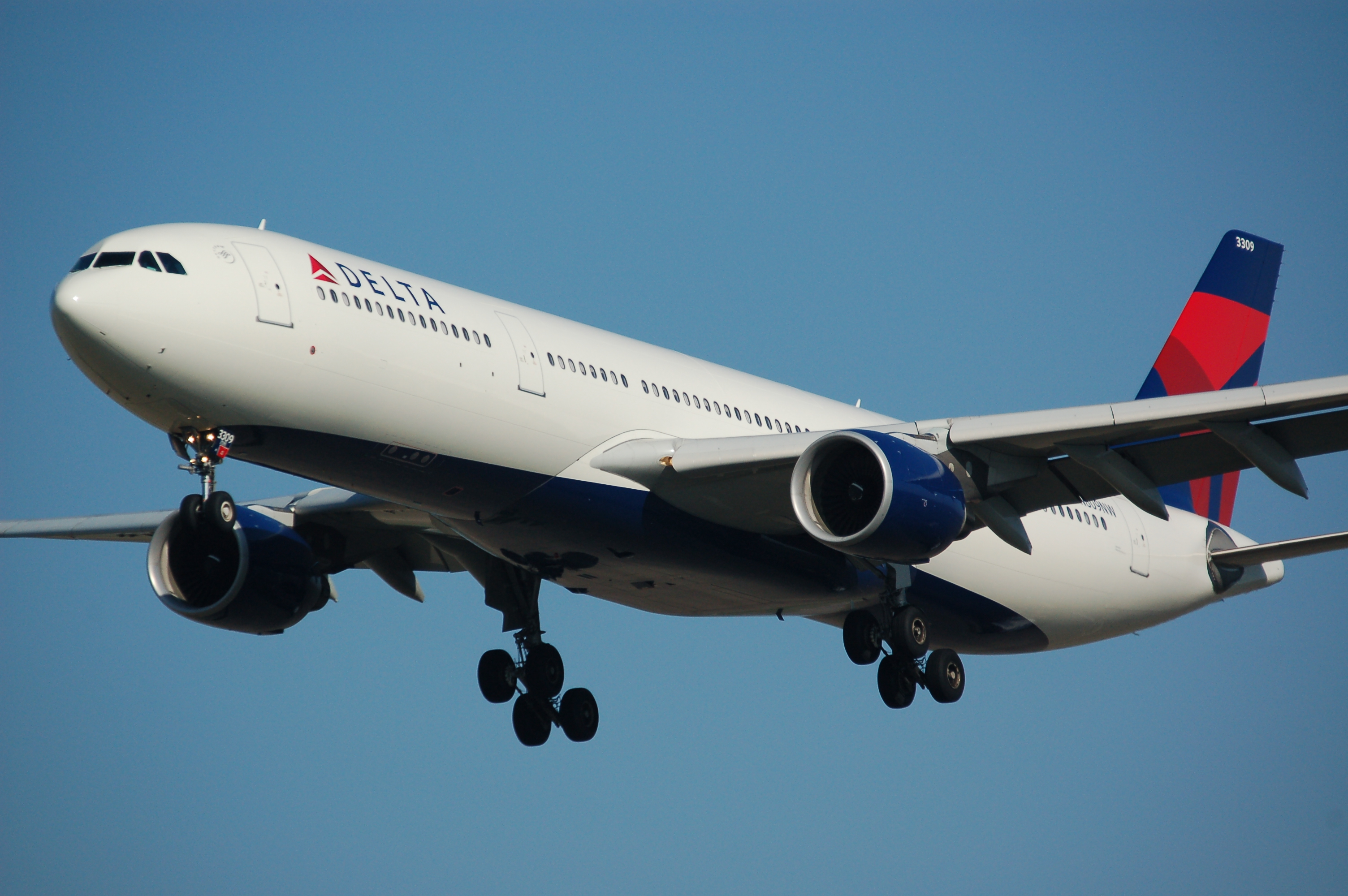
A Delta Air Lines frissen festett A330–300 gépe landol az amszterdami Schiphol repülőtéren

### A330–300
Ez a változat készült el először, 1993-ban lépett szolgálatba. Az A300 továbbfejlesztésével hozták létre. Megkapta az A300–600 törzsét, valamint új szárnyakat, vezérsíkokat és az A320 glass cockpit-jét és elektronikus kormányrendszerét.
Három osztályos kialakításban legfeljebb 295 utast szállíthat, hatótávolsága 10 800 km. Nagy mennyiségű rakományt is szállíthat egyidejűleg. Két General Electric CF6–80E, Pratt & Whitney PW4000 vagy Rolls-Royce Trent 700 lehet az erőforrása. A francia Air Inter volt az első üzemeltetője.
Közvetlen vetélytársai a Boeing 777–200 és Boeing 767–400ER típusok.

### A330neo

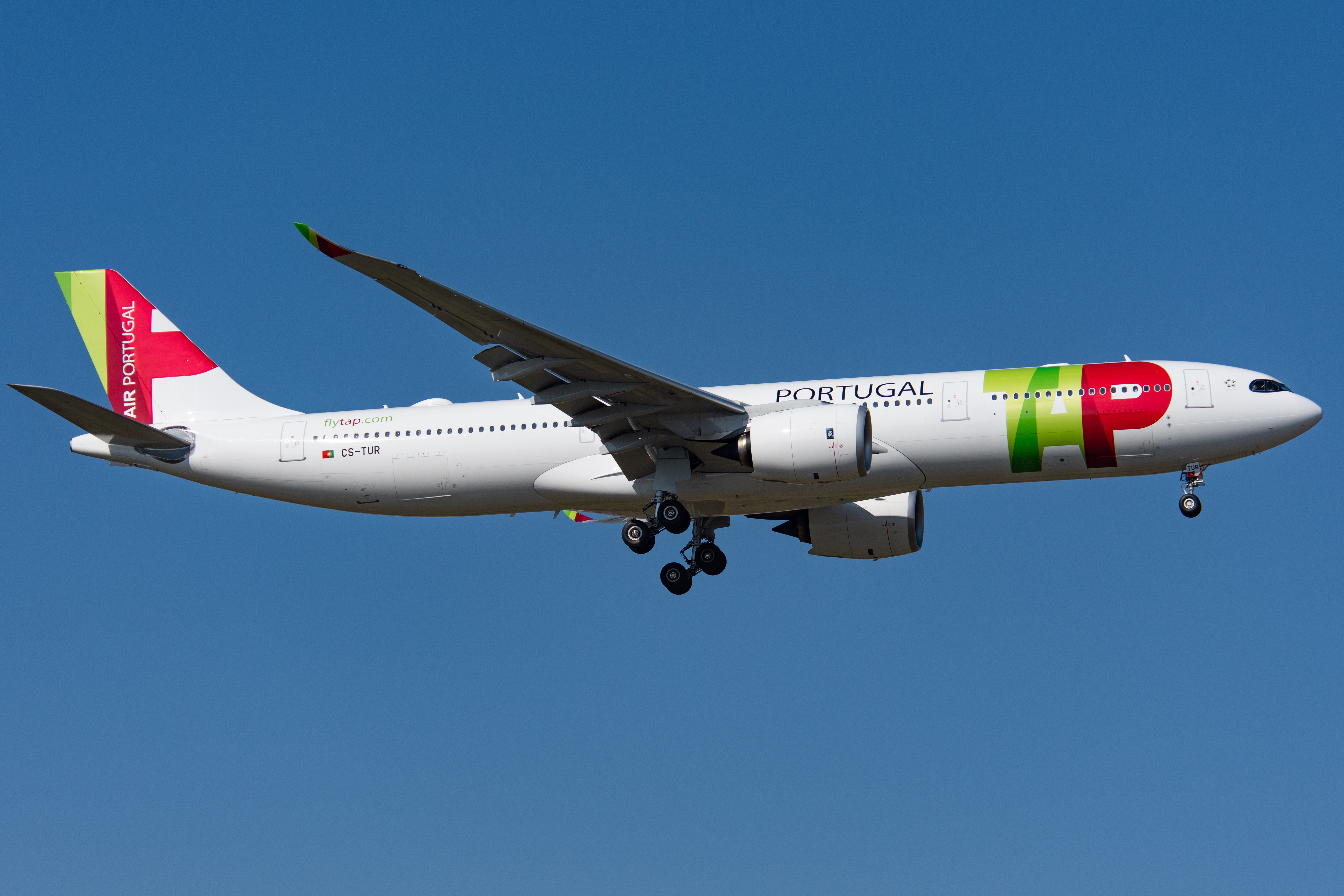
Egy A330–900-as (A330neo) a TAP Portugal színeiben

Az A330neo az A330-as új hajtóműves típusa, a Boeing 787-es vetélytársa. Két változata létezik: az A330–800-as hatótávolsága 15 090 kilométer és utaskapacitása 220–260 fő, míg az A330–900-as hatótávolsága 13 330 kilométer és utaskapacitása 260–300 fő.
2023. március 31-ével az A330neóra 288 megrendelés érkezett (11 darab a –800-as és 277 darab a –900-as változatra) és 97 gépet szállítottak le (7 darab –800-ast és 90 darab –900-ast). Az öt legnagyobb üzemeltető a Delta Air Lines, a TAP Portugal, a Lion Air, az Azul Brazilian Airlines és a Corsair International.

### Légi utántöltők

#### Airbus A330 MRTT(Multi Role Tanker Transport)
Az alap A330–200 légi utántöltő változata. Feladata katonai repülőgépek légi utántöltése és teherszállítás. Több ország légiereje rendelte meg, többek között Ausztrália, Szaúd-Arábia, India, az Egyesült Arab Emírségek és Egyesült Királyság.

#### Northrop Grumman KC–45
Az A330 MRTT módosított változata az USA légiereje számára. Az amerikai légierő 2008. február 29-én jelentette be, hogy a jelenlegi Boeing KC–135 Stratotanker flottája felváltására ezt a variánst választotta. A KC–135 gépek 1957 óta állnak szolgálatban, a legfiatalabb példányt 1965-ben szállították le. A tender eredményét röviddel a kihirdetés után megsemmisítették eljárási hibákra hivatkozva. 2010. április 20-án az EADS bejelentette, hogy az új tenderen is részt vesznek.

## Üzemeltető légitársaságok
2023. március 31-ig a típus változataiból összesen 1774 darabot rendeltek meg (664 darab A330–200, 784 darab A330–300, 11 darab A330–800 és 277 darab A330–900), ebből 1565 darabot szállítottak le (654 darab A330–200, 776 darab A330–300, 7 darab A330–800 és 90 darab A330–900). Összesen 1456 állt ténylegesen szolgálatban.
A szállítások évenkénti bontásban a következőképp néznek ki:
| A330–200      | 664    | 10    | 654    | 1   | 5    | 3    | 5    | 7    | 14   | 16   | 21   | 30    | 28    | 43    | 37    | 40   | 32   |
| A330–200F     | 38     | 0     | 38     | -   | -    | -    | -    | -    | -    | 2    | 3    | 3     | 5     | 8     | 8     | 4    | 5    |
| A330–300      | 784    | 8     | 776    | -   | 4    | 1    | 1    | 5    | 32   | 49   | 42   | 70    | 75    | 57    | 56    | 43   | 50   |
| -- A330ceo -- | 1486   | 18    | 1468   | 1   | 9    | 4    | 6    | 12   | 46   | 67   | 66   | 103   | 108   | 108   | 101   | 87   | 87   |
| A330–800      | 11     | 4     | 7      | -   | 3    | 1    | 3    | -    | -    | -    | -    | -     | -     | -     | -     | -    | -    |
| A330–900      | 277    | 187   | 90     | 5   | 20   | 11   | 10   | 41   | 3    | -    | -    | -     | -     | -     | -     | -    | -    |
| -- A330neo -- | 288    | 191   | 97     | 5   | 23   | 12   | 13   | 41   | 3    | -    | -    | -     | -     | -     | -     | -    | -    |
| (A330 család) | (1774) | (209) | (1565) | (6) | (32) | (16) | (19) | (53) | (49) | (67) | (66) | (103) | (108) | (108) | (101) | (87) | (87) |

A típus főbb üzemeltetői:
- Air China, 28 db
- Cathay Pacific, 33 db
- China Airlines, 20 db
- China Eastern Airlines, 20 db
- China Southern Airlines Company, 21 db
- Delta Air Lines, 32 db
- Emirates Airlines, 27 db
- Etihad Airways, 22 db
- Korean Air, 23 db
- Qatar Airways, 29 db
- Tam-Linhas Aereas, 20 db
- Thai Airways International, 20 db

## Balesetek

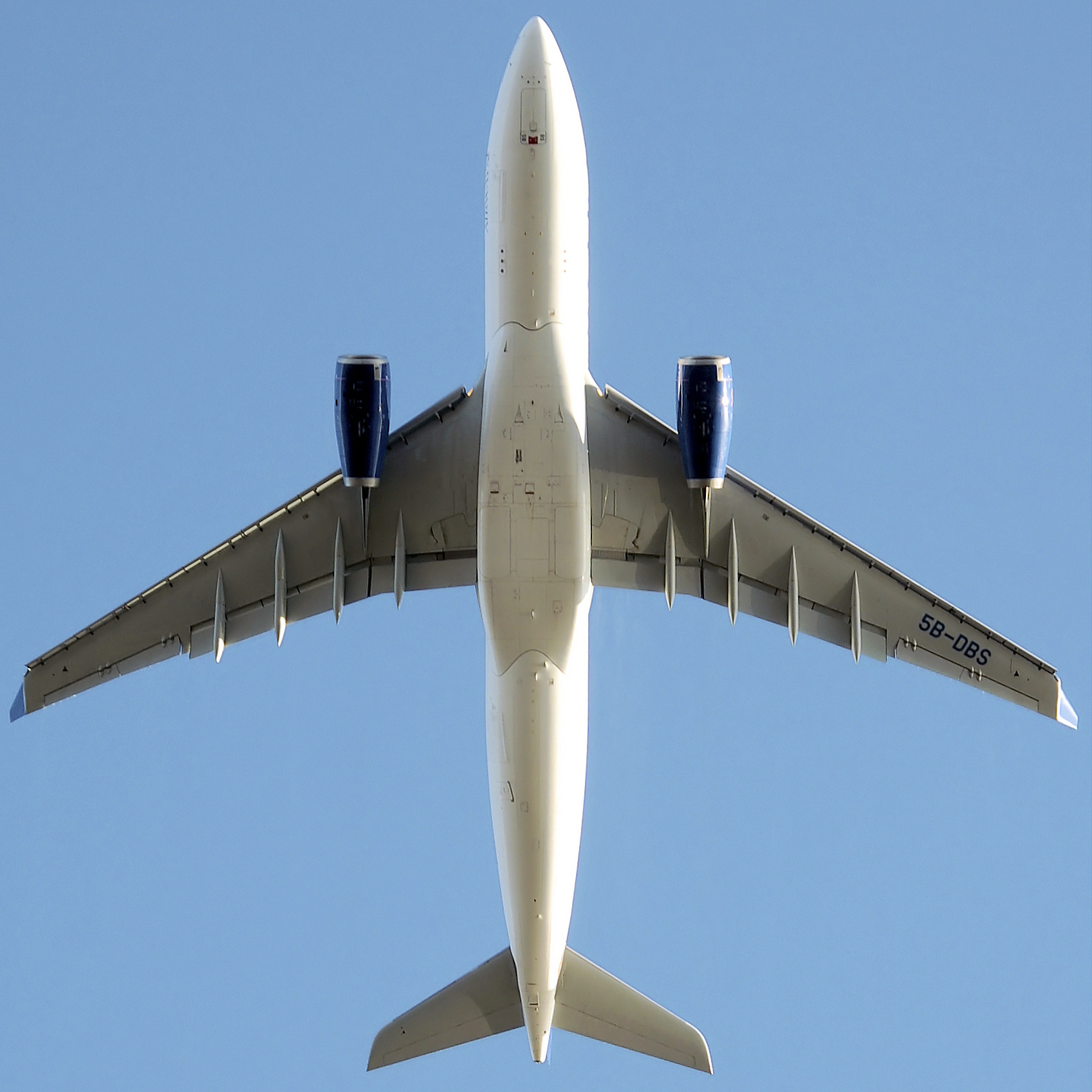
A Cyprus Airways A330–200 repülőgépe alulnézetben felszállás közben. A futóművek már teljesen be vannak húzva

2009 júniusáig a típus példányait összesen 13 esetben érte baleset. Ezek során összesen 339-en vesztették életüket. Hat esetben a repülőgép teljesen összetört.
- 1994. június 30. - Az A330–300 prototípusa (F-WWKH) lezuhant tesztrepülés közben. A gép egy felszállás közbeni, szimulált hajtóműhibával repült, majd röviddel a felszállás után lezuhant. A gépen tartózkodó hét személy életét vesztette.[18]
- 2000. március 15. - A Malaysia Airlines 6 éves A330–300 (9M-MKB) repülőgépe súlyosan sérült, mikor repülés közben maró hatású folyadék ömlött ki rakterében. A folyadék oxalil-klorid volt, de hibásan hydroxyquinoline néven volt feltüntetve. Repülés közben a 80 kanna közül néhány eltörött, a folyadék szétfolyt a raktérben, súlyosan károsítva a repülőgép törzsét, szárnyát és futóművét. A gép Kuala Lumpurban landolt. A kirakodás közben öt rakodómunkás mérgezést szenvedett. A repülőgépet leselejtezték. Június 12-én egy pekingi bíróság kártérítést ítélt meg a malajziai légitársaság számára.[19]
- 2001. július 24-én a Bandaranaike nemzetközi repülőtéren a Tamil Tigrisek nevű terrorszervezet katonái robbantást hajtottak végre. A SriLankan Airlines két A330–243 (4R-ALE, 4R-ALF) gépe megsemmisült egy Airbus A320–200 és egy A340–300, valamint egy század katonai repülőgéppel együtt. Két további repülőgép is megsérült, ezeket megjavították.[20]
- 2001. augusztus 24-én az Air Transat 236-os járatának (A330–243, C-GITS) üzemanyag elfolyás következtében elfogyott az üzemanyaga az Atlanti-óceán felett. A gép 19 perc siklórepülés után landolt a Portugáliához tartozó Azori-szigeteken. Ez volt eddig a leghosszabb siklórepülés, amit utasszállító géppel hajtottak végre. Senki nem sérült meg, a repülőgép könnyebb szerkezeti károsodást szenvedett.[21]
- 2003. július 18-án a Dragonair légitársaság A330–342 gépe (B–HYA) turbulens légáramlásba repült a Dél-kínai-tenger felett. A személyzet tizenkét tagja és három utas megsérült, közülük kettő súlyosabban. Haláleset nem volt. A repülőgép leszállt a Hongkongi nemzetközi repülőtéren.[22]
- 2008. október 7-én a Qantas 72-es járatának VH–QPA lajstromjelű gépe hirtelen süllyedésbe kezdett, komoly sérüléseket okozva az utasok között. A gép vészhelyzetet jelentett, majd rendben leszállt Learmonth-ban. A baleset kivizsgálás alatt áll.[23]
- 2009. június 1. - Az Air France 447-es járata (A330-203, F-GZCP) Rio de Janeiróból Párizsba tartva eltűnt az Atlanti-óceán felett. A repülőgép belezuhant az óceánba a Fernando de Noronha-szigetcsoporttól északkeletre, körülbelül 600–700 km-re. A fedélzeten tartózkodó 216 utas és 12 fő személyzet életét vesztette. A katasztrófa kivizsgálás alatt áll.[24]
- 2010. május 12. - Az Afriqiyah Airways (al-Afrikíja) 771-es járatának A330-200-as gépe (5A-ONG) a tripoli repülőtéren leszállás közben lezuhant. A gépen utazó 104 fő (93 utas és 11 fős személyzet) közül csak egy 8 éves holland kisfiú élte túl a katasztrófát. A katasztrófa kivizsgálás alatt áll.[25]

## Műszaki adatok

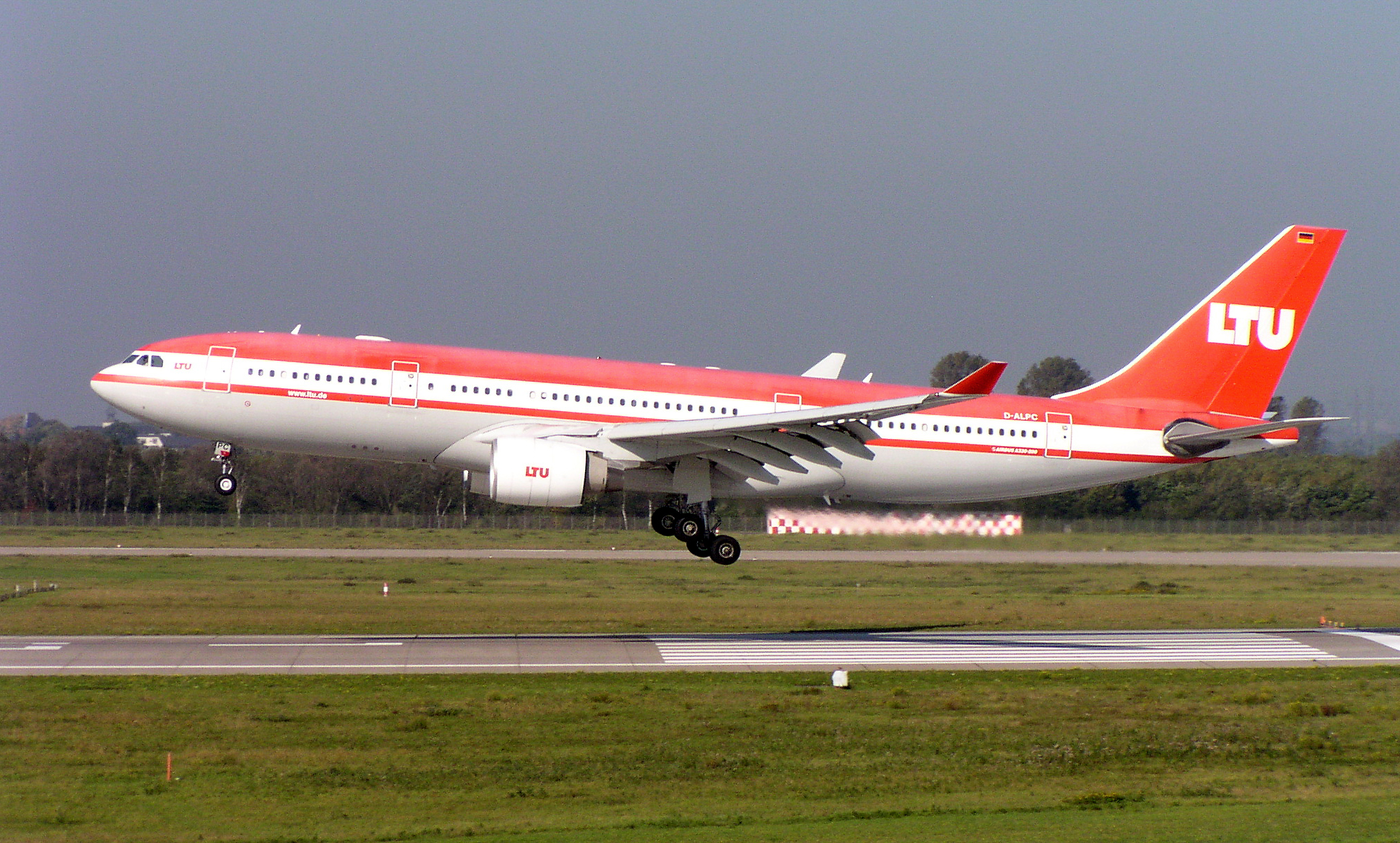
LTU Airbus A330-200 leszállás közben a Düsseldorfi repülőtéren

| Méretek                             | A330–200                                     | A330–300                                                           | A330–200F                                |
| ----------------------------------- | -------------------------------------------- | ------------------------------------------------------------------ | ---------------------------------------- |
| Hossz                               | 59 méter                                     | 63,6 m                                                             | 58,8 m                                   |
| Magasság                            | 16,8 méter                                   | 16,85 m                                                            | 17 méter                                 |
| Törzsátmérő                         | 5,64 m                                       | 5,64 m                                                             | 5,64 m                                   |
| Utastér szélesség                   | 5,28 m                                       | 5,28 m                                                             | 5,28 m                                   |
| Utastér hossz                       | 40,8 m                                       | 50,35 m                                                            | 40,8 m                                   |
| Szárny fesztávolság                 | 62 méter                                     | 62 méter                                                           | 62 méter                                 |
| Szárny felület                      | 362 m²                                       | 362 m²                                                             | 362 m²                                   |
| Szárnynyilazás                      | 30°                                          | 30°                                                                | 30°                                      |
| Futómű tengelytáv                   | 22,2 m                                       | 25,6 m                                                             | 22,2 m                                   |
| Nyomtávolság                        | 10,7 m                                       | 10,7 m                                                             | 10,7 m                                   |
| Tömeg adatok                        | A330–200                                     | A330–300                                                           | A330–200F                                |
| Legnagyobb guruló tömeg             | 233,9 t (227,9 t)                            | 230,9 t (233,9 t)                                                  | 227,9 t (233 t)                          |
| Legnagyobb felszállótömeg           | 233 t (227 t)                                | 230 t (233 t)                                                      | 227 t (233 t)                            |
| Legnagyobb leszállótömeg            | 182 t (187 t)                                | 185 t (187 t)                                                      | 182 t (187 t)                            |
| Legnagyobb tömeg (üzemanyag nélkül) | 173 t (178 t)                                | 173 t (175 t)                                                      | 173 t (178 t)                            |
| Tüzelőanyag mennyisége              | 139 100 l                                    | 97 170 l                                                           | 97 530 l                                 |
| Üzemeltetési adatok                 | A330–200                                     | A330–300                                                           | A330–200F                                |
| Hajtóművek (2 db)                   | Pratt & Whitney PW4000 Rolls-Royce Trent 700 | Pratt & Whitney PW4000 Rolls-Royce Trent General Electric CF6-80E1 | Pratt & Whitney PW4000 Rolls-Royce Trent |
| Hajtóművek tolóereje                | 303-316 kN                                   | 303-320 kN                                                         | 303-316 kN                               |
| Személyzet                          | 2 fő pilóta + utaskísérők                    | 2 fő pilóta + utaskísérők                                          | 2 fő pilóta                              |
| Ülések száma                        | 293 (2 osztályon) 253 (3 osztályon)          | 335 (2 osztályon) 295 (3 osztályon)                                | -                                        |
| Hatótávolság                        | 13 400 km                                    | 17 380 km                                                          | 13 400 km                                |
| Utazósebesség                       | Mach 0,82 (880 km/h)                         | Mach 0,82 (880 km/h)                                               | Mach 0,82 (880 km/h)                     |
| Max. repülési sebesség              | Mach 0,86 (913 km/h)                         | Mach 0,86 (913 km/h)                                               | Mach 0,86 (913 km/h)                     |

## Megjegyzés
1. ↑  Legalább 20 repülőgépet üzemeltetnek.